# Buntscharbe
Die Buntscharbe (Phalacrocorax gaimardi, Syn.: Poikilocarbo gaimardi), auch Buntkormoran genannt, ist mit einer Körperlänge von 71 bis 76 Zentimeter ein größerer Vertreter der Familie der Kormorane.

## Aussehen
Diese Vögel haben ein schwarzes Kopf-, Rücken- und Schwanzgefieder, am Hals haben sie einen kleinen weißen Fleck. Die Flügel sind mit vielen kleinen weißen Tupfen versehen. Der Bauch ist grau, die Kehle ist weiß. Der hintere Teil des Schnabels und die Beine sind auffällig rötlich gefärbt. Der übrige Schnabel ist orange, die Spitze ist gekrümmt und schwarz. Es gibt keinen Geschlechtsdimorphismus.

## Verbreitung und Lebensraum
Sie kommt entlang der Pazifikküste des südamerikanischen Kontinents vor. Sie bewohnt die dortigen vorgelagerten, kleinen Inseln.

## Lebensweise
Zur Nahrungssuche fliegt die Buntscharbe entweder paarweise oder in kleineren Gruppen aufs offene Meer hinaus. Sie fressen vor allem kleine Fische und Krebstiere, die sie im Sturzflug aus der Luft ins Wasser erbeuten. Die Vögel haben eine zirpende Stimme.

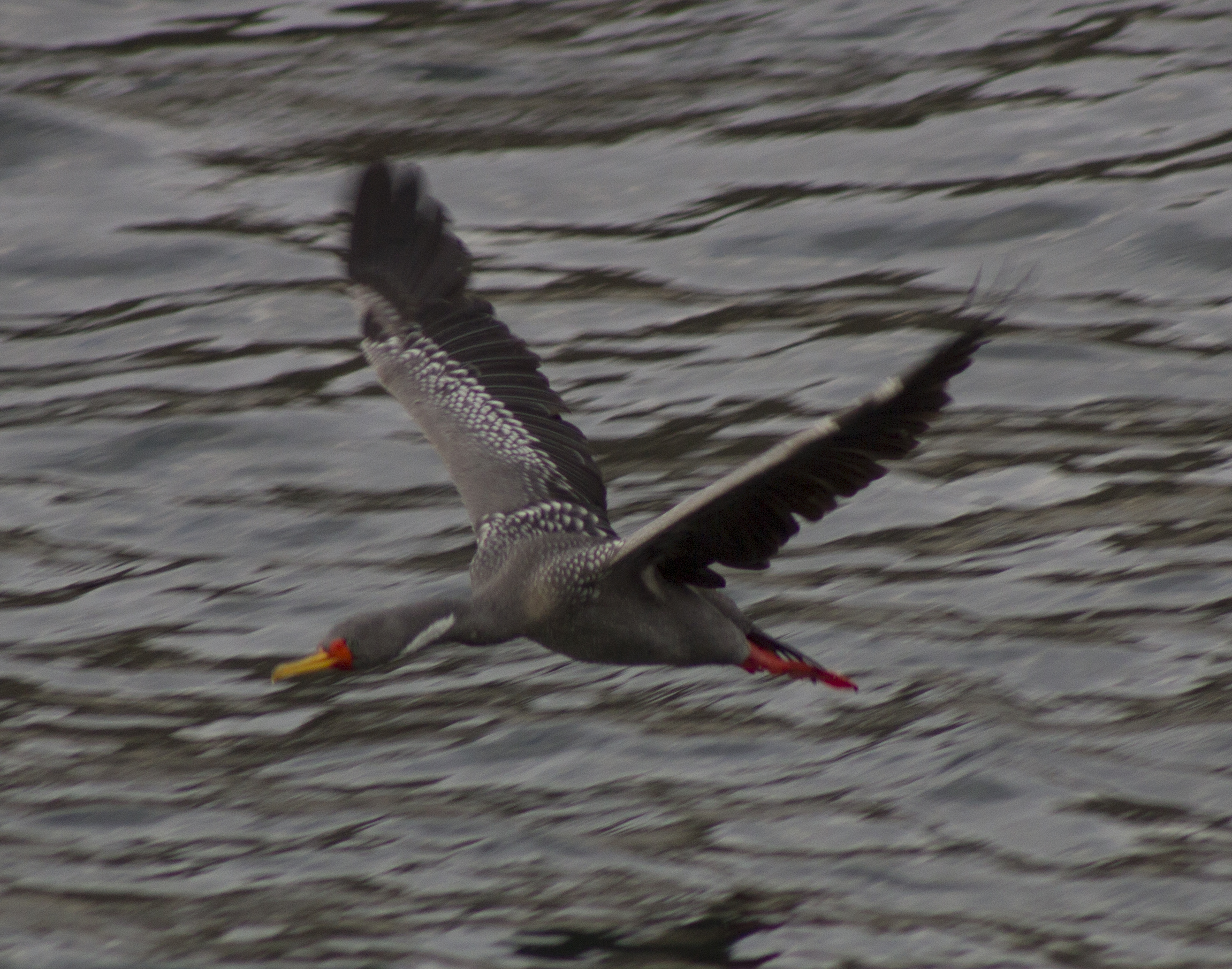
Eine Buntscharbe im Flug

## Fortpflanzung
Zur Fortpflanzung finden sie sich als Paar oder in kleinen Kolonien zusammen. Die großen Nester werden mit Hilfe von Bohrwürmen oder Seetang am Felsboden verankert. In das Nest legt das Weibchen 1–6 blaue Eier, die bis zu 30 Tage bebrütet werden. Beide Elterntiere versorgen die Jungvögel.

## Gefährdung
Die IUCN stuft diese Art als Near Threatened (potenziell gefährdet) ein. Die Gründe dafür sind die Netze der Industriefischerei, in denen sich die Vögel oft verfangen und ertrinken. Zum Schutz der Art sind mehrere Verbotszonen für die Fischerei in ihrem Lebensraum ausgewiesen worden.